# Tom Dolan
Tom Dolan (Estados Unidos, 15 de septiembre de 1975) es un nadador estadounidense especializado en pruebas de cuatro estilos, donde consiguió ser campeón olímpico en 2000 en los 400 metros.

## Carrera deportiva
En los Juegos Olímpicos de Sídney 2000 ganó la medalla de oro en los 400 metros estilos, con un tiempo de 4:11.76 segundos que fue récord del mundo, por delante de su paisano Erik Vendt y del canadiense Curtis Myden; y la plata en los 200 metros estilos, con un tiempo de 1:59.77 segundos, tras el italiano Massimiliano Rosolino y por delante del también estadounidense Tom Wilkens.